# Alina Iordache
Alina Iordache (født 22. marts 1982 i Bukarest) er en rumænsk håndboldspiller som spiller for CSM Bucuresti.